# Yip Pui Yin
Yip Pui Yin (en xinès:葉姵延; n. 6 ago 1987) és una esportista de Hong Kong que competeix en bàdminton en la categoria individual.